# ترود فلیشمن
ترود فلیشمن (انگلیسی: Trude Fleischmann; ۲۲ دسامبر ۱۸۹۵ – ۲۱ ژانویهٔ ۱۹۹۰) عکاس اهل ایالات متحده آمریکا بود.